# Locris ibadana
Locris ibadana är en insektsart som beskrevs av Victor Lallemand 1923. Locris ibadana ingår i släktet Locris och familjen spottstritar. Inga underarter finns listade i Catalogue of Life.